# 中国银行
中国银行股份有限公司（英語：Bank of China Limited，缩写：BOC），简称中国银行、中银或中行，是中华人民共和国国內第四大银行，为财政部管理的中央金融企业之一。
中国银行是全球29家“系统重要性金融机构”之一，在《财富》杂志的2023年世界500强排名中位列第46位；2018年，在全球权威杂志英国《银行家》（The Banker）杂志公布“2018年全球银行1,000强”榜单中位居全球第三，一级资本为2,240亿美元。

## 历史沿革

### 大清银行时期
1905年，清政府成立大清户部银行，总行设在北京西交民巷，并在天津，上海，汉口，济南，张家口，奉天（今沈阳），营口，库伦，重庆，南昌设立分行。贾继英为第一任行长。户部银行是中国历史上继中国通商银行之后第二家银行。
1906年，户部改为度支部，“大清户部银行”改名为“大清银行”。
1909年，大清银行设立杭州，开封，太原，福州，长春，广州，芜湖，长沙，西安，云南，江宁支行。
1911年，辛亥革命爆发，大清银行停办。

### 中華民國時期

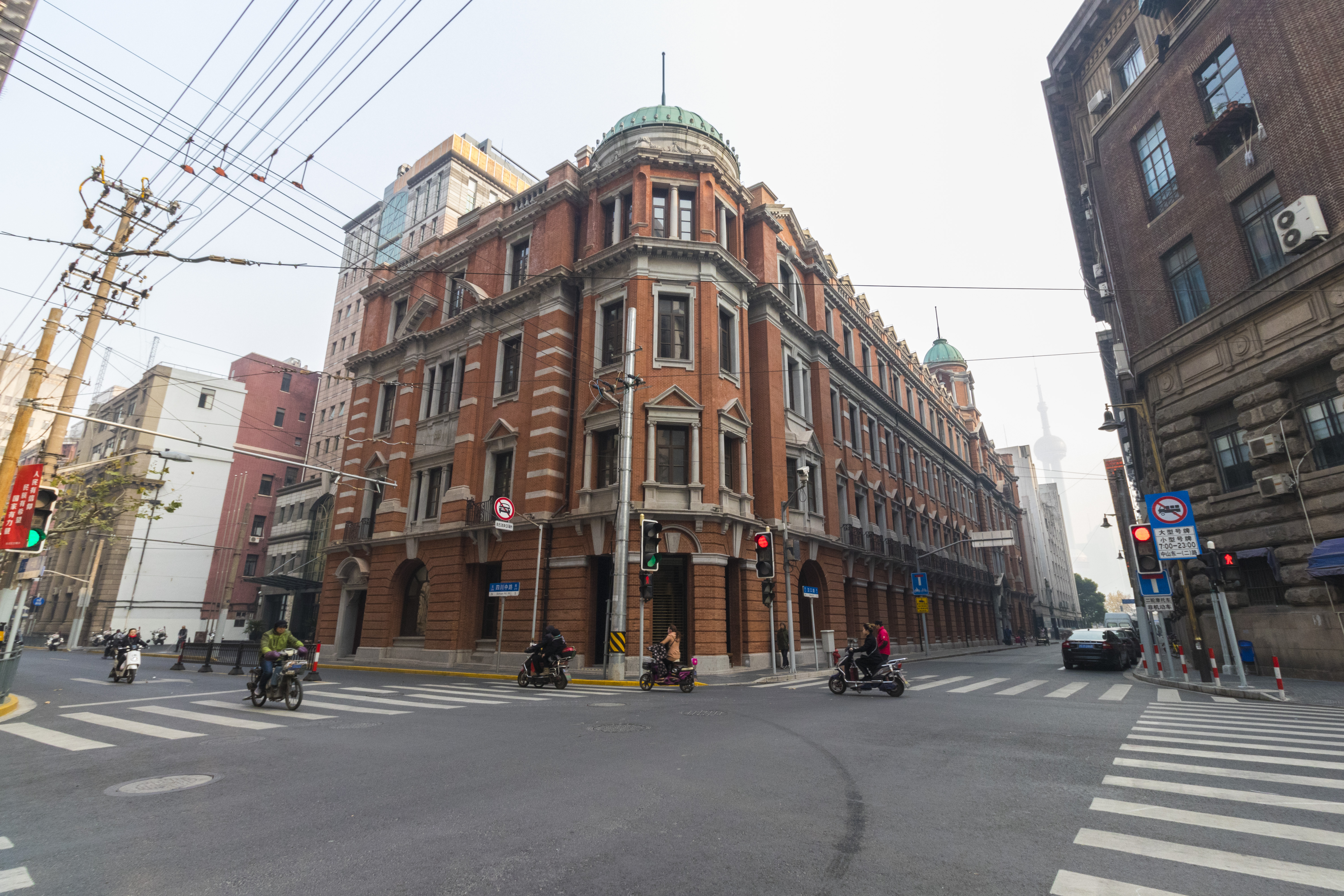
中國銀行開業址，原大清銀行上海分行

1912年，中华民国成立后，大清银行股东请求民国政府准许复办，临时大总统孙中山任命吴鼎昌、薛仙舟为正副监督，在大清银行基础上筹建官商合办股份制银行，遂于1月28日在上海開股东大会，议決成立中国银行，2月5日，中国银行在上海市汉口路3号大清银行旧址开业。袁世凯接任临时大总统后，因吴鼎昌与临时政府财政总长周学熙不合，12月23日改由孙多森管理中国银行，25日，发行兑换券于国內流通。中国银行章程一百二十条章程以及八局制度全盘仿效于日本银行制度。孙多森担任第一任总裁。
1913年3月宋教仁被暗杀，袁世凯的善后大借款被公开，北洋军阀和国民党公开决裂，梁士诒将孙多森赶下台，中国银行落入袁世凯手中。4月15日，袁世凯颁发《中国银行则例》三十条。
1914年2月，《国币条例》颁布，同时设立币制局，发行新银币，因为银币上有袁世凯头像，俗称“袁大头”。6月，中国银行由财政部管理。8月1日，中国银行，交通银行与钱业公会达成协议，将以前货币一律取消，只流通袁大头。
因筹備袁世凯登基费用及镇压护国军军事支出庞大，北京政府财政枯竭，同时天津中国银行及交通银行发生挤兌，1916年5月12日，国务卿段祺瑞下令中国银行和交通银行停止兌现已发行纸币，但中国银行上海、南京、苏州和汉口等分行拒绝执行命令，上海中国银行更得外国银行借款支持，稳定金融。
1924年8月15日，中央銀行成立後，成為中華民國廣州政府的中央銀行，往後也一直是中華民國的中央銀行。1927年3月，北伐军到达上海，中国银行从北洋政府手中转移到国民政府手中。1928年，中国银行反对南京国民政府将其改组为国家银行的命令并多次拒绝为国民政府提供财政垫款。

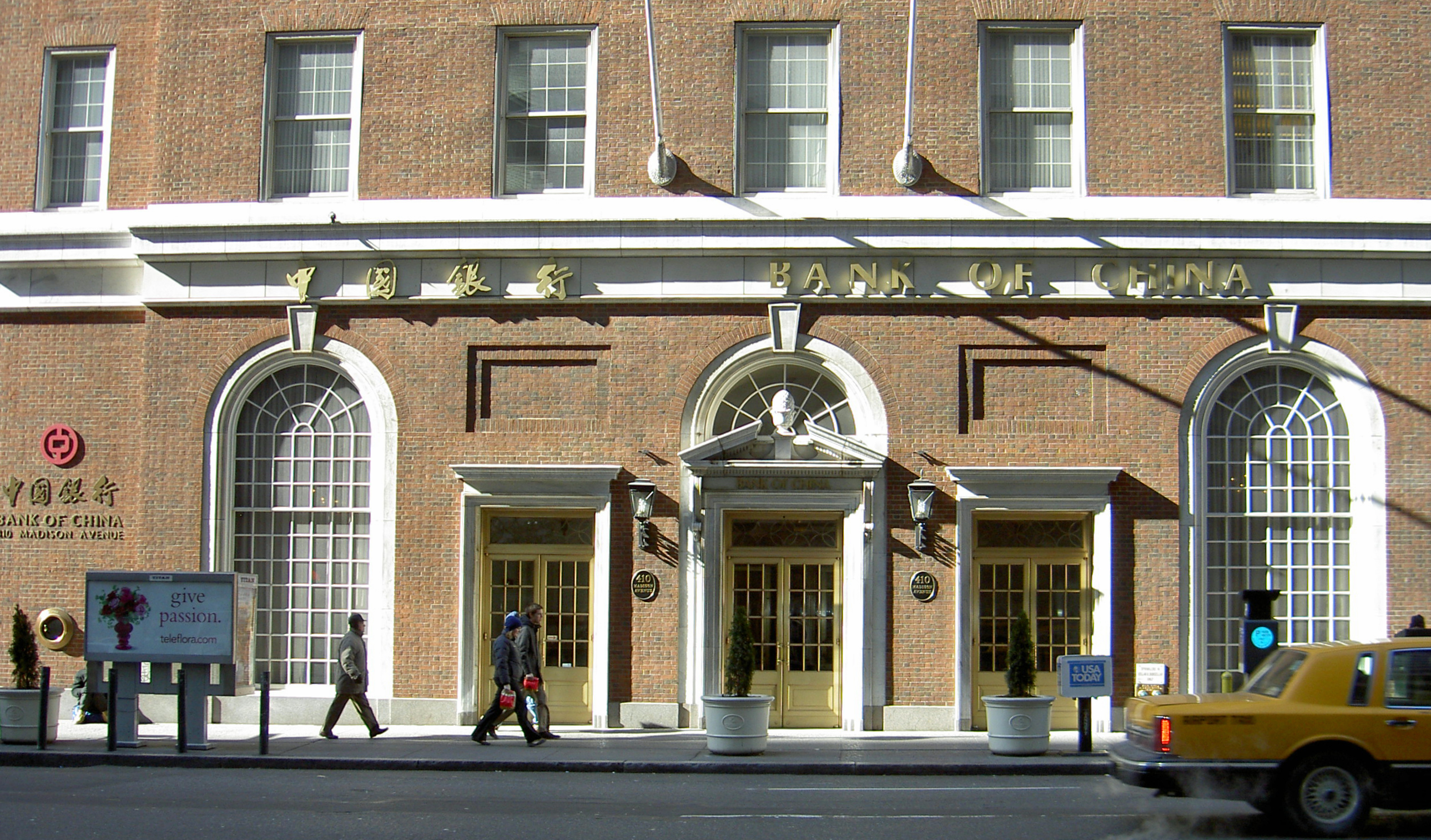
中國銀行紐約分行

1928年10月26日，南京国民政府宣布中央银行为国家银行，中国银行由原北洋政府“央行”轉为国民政府特许国际汇兑银行，加入官股，总行从北京回到上海在外滩的德国总会大楼办公。总裁王克敏是北洋政府红人，遭国民政府通缉，逃亡大连后成为亲日派大汉奸。中行董监事人选中，与原政府关系较深者，皆换成接近南京政权的上海工商界人士和华侨富商。重新出任总裁的冯耿光多受掣肘，未几即告辞职，挂着常务董事之名，不再到行办事。接掌中行的张嘉璈，因不愿事事听命于政府，屡次与蒋、宋、孔等掌权者发生意见冲突。张嘉璈于1929年5月27日启程出国考察，1930年3月15日回国。这10个月间，他走访了苏联、法、德、英、美等18个国家，其间，伦敦分理处不过筹备了3个月，便于1929年11月4日正式开业。这次考察还洽定了11家欧洲、加拿大通汇行，17家英国、美国代理行，均属当地一流的大银行和信托公司，为中行国际汇兑业务的开展奠定了全球的网络基础。当时中国银行还聘请了四位英、德银行专家，协助进行改革。1930年7月3日国外部正式成立，从此建立了国外直接汇兑和特约代理关系。1930年底已有国外通汇行62家，特约代理行96家，代理行遍及43个国家。张嘉璈出国考察归国后，深感保险业的重要，便建议董事会建立中国保险公司，1931年11月由中国银行独家投资500万元的中国保险公司正式成立，中行委派宋汉章兼任该公司董事长，全权办理。1934年，中国银行拒绝认购南京国民政府为筹措军费发行的国债。1935年3月23日法币改革前夕，孔祥熙突然宣佈，政府將要對中國銀行與交通銀行實行管制，要求兩行增發股票，要把兩行之控制權交給政府。张嘉璈突然收到一纸调令，转任中央银行副总裁。1935年4月政府同时增加官股至2,000万元，比例与商股持平，孔祥熙宣佈由宋子文接任中國銀行董事長和總經理（後來為拉攏江浙資本集團，宋子文只任董事長，總經理由江浙資本集團之宋漢章擔任），但宋子文是董事長实际控制人。國民政府通過改組，只用幾張公債預約券，便把中國銀行奪去爲四大家族所私有，從此變爲國民黨官僚資本的大銀行。
1929年11月4日，中国银行伦敦分行成立。1931年开设中行大阪分行。1936年6月设立了中行新加坡分行。1936年7月设立中行纽约分行。
1949年，中華民國政府於第二次國共內戰失利，退守台灣，總管理處隨中華民國政府遷至臺灣臺北，1972年改組並更名為「中國國際商業銀行」，以防止中国大陆以繼承中國的名義接收資產。留滯中國大陸之中国银行各部則被中國共產黨領導的中央人民政府接收，並續稱「中國銀行」，曾成为唯一指定的外匯外贸專業银行，其在海外的分行繼續運作。

### 中華人民共和國時期

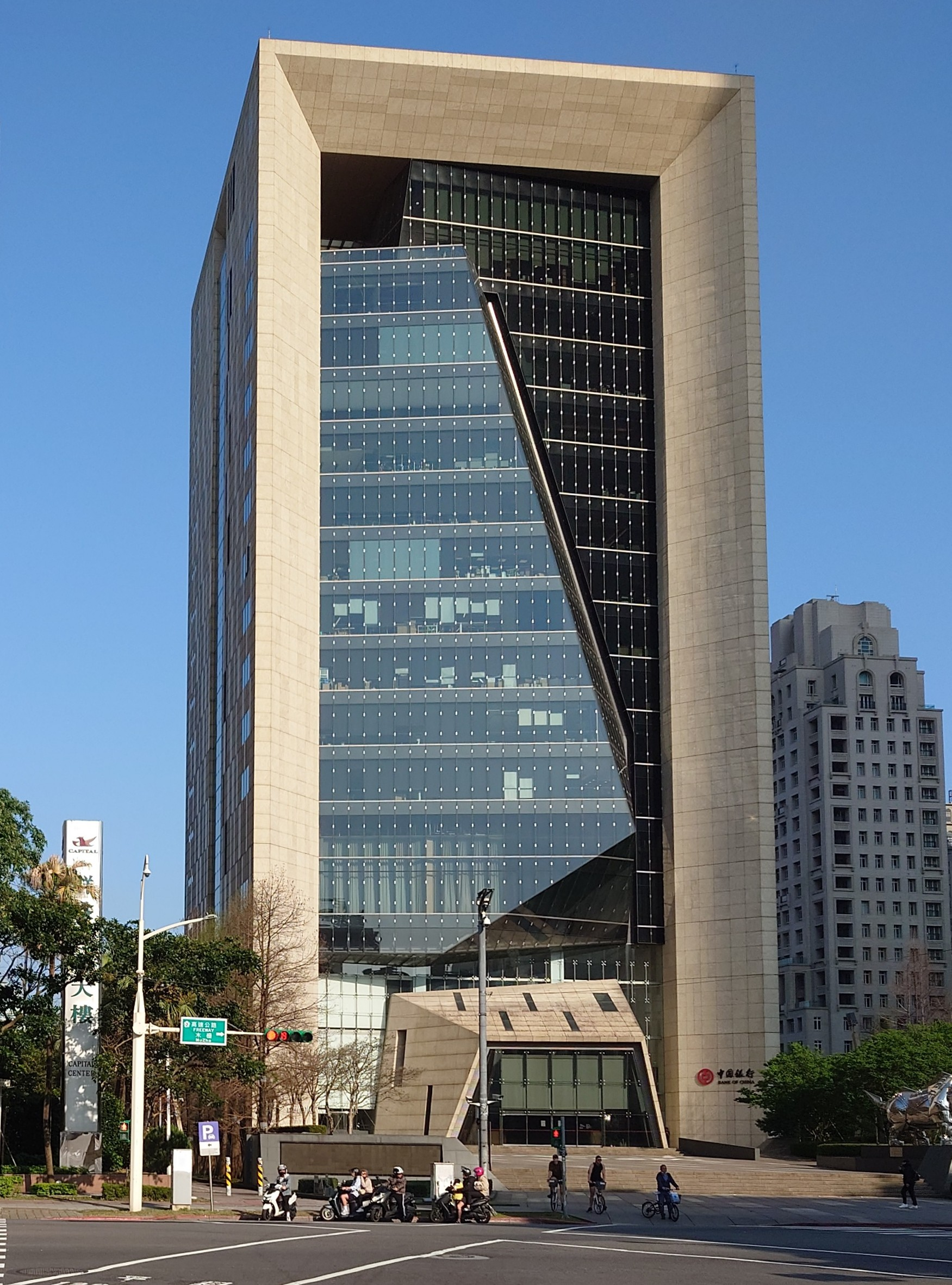
中國銀行台北分行，成立於2011年6月22日

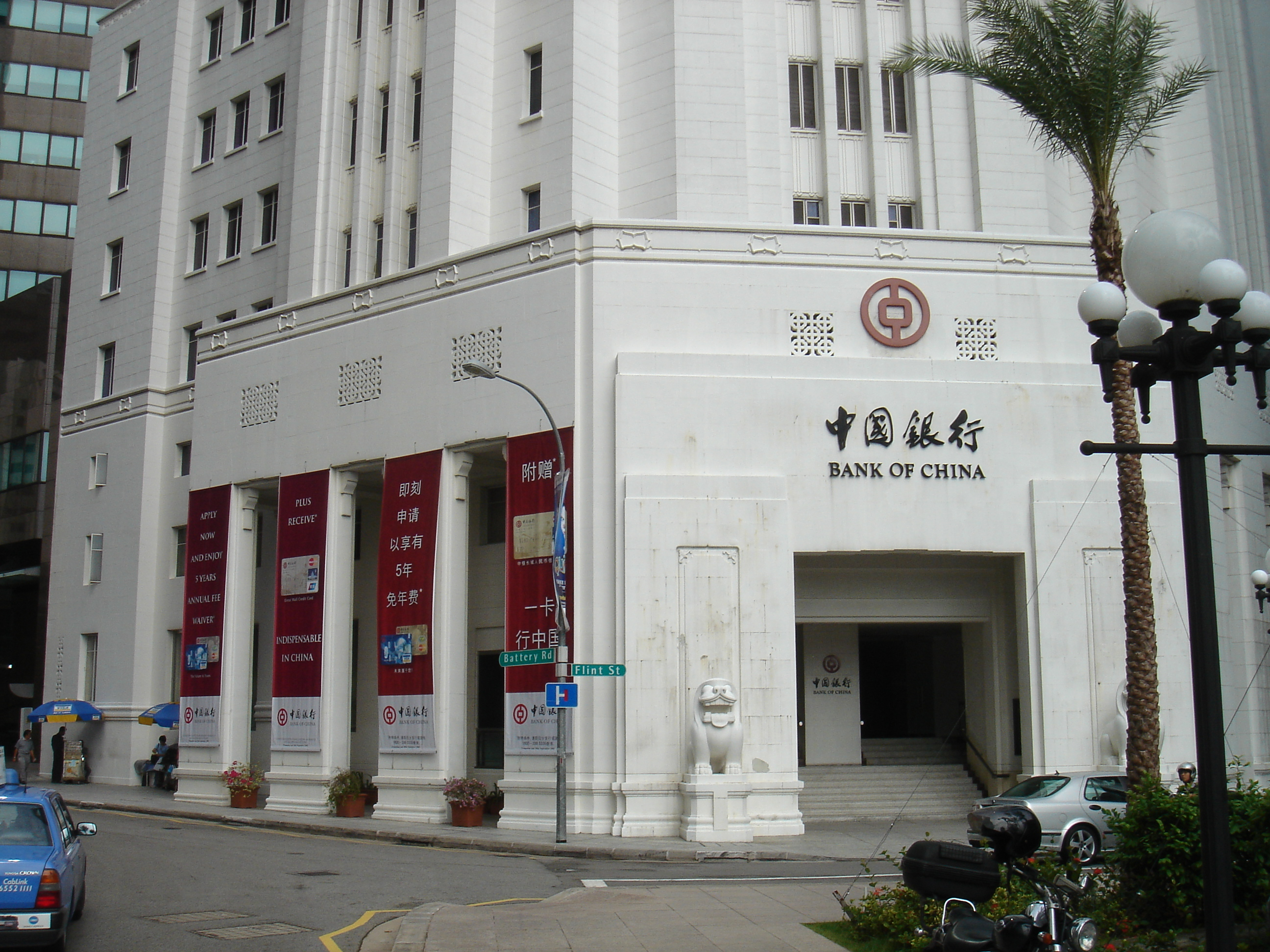
新加坡中國銀行大樓

1949年3月中国人民银行行长南汉宸到天津传达中共中央关于接管中国银行的方针和政策；中華民國政府「四行」、「二局」、「一库」中，中国银行有其特殊性，即有「商股」、有海外机构、历史悠久。
第二次國共內戰後，中国银行要建成面向海外的外匯專業銀行。为此，中共中央原则上决定继续保留中国银行的原名义、原机构和原有员工。1949年5月下旬，中国人民解放军攻占上海，中国人民解放军上海市军事管制委员会下属的财政经济接管委员会金融接管处派出4名军代表：龔飲冰（原为外滩的建业银行总经理）、冀朝鼎（原为中央银行经济研究处负责人、华北剿总经济处处长）、项克方（原为中国银行总行的地下党高管）、洒海秋（女，中共北海银行总行副行长，后来担任交通银行总管理处总经理），5月28日接管拥有4,000余员工的中国银行，宣布中央对中国银行「保留原名义、原机构、原封复业」的接管政策。6月4日龚饮冰为总管理处总经理，冀朝鼎和詹武为副总经理；项克方为上海分行经理，洒海秋为副经理。在中国银行地下党和银行员工的协同努力下，1949年6月6日，中国银行总管理处所属各部及其上海分行正式复业，成为中国人民银行领导下经营外汇业务的专业银行。中国银行奉华东区财经办事处指示，复业后为国营的外汇与国际贸易专业银行。业务范围包括：（1）外汇管理与经营；（2）内地汇兑与押汇；（3）国营对外贸易公司与出入口厂商（包括出口物资贩运与制造）之存款、放款、代理收付；（4）储蓄、信托及其他由人民银行指定或委托之业务。可见，华东区财经办事处对中国银行业务范围的指示，并不限于专业银行之经营，而几乎包揽了以往所有的业务。
1949年6月16日，中行总管理处致电海内外各分支机构，要求全体员工保护行产、卷宗、账册、统计资料等，坚持职守；对逃往廣州的前總管理處臨時機構發出嚴正通電，限其即刻停止活动，并分电海外各行处，声明穗港之总管理处临时机构均属非法，对于中華民國政府的任何借垫款项，各行处有责拒绝办理；通知本市各经营外匯指定银行，立即通知其国外（聯）行及代理店，取消上海易手以前開出的購買證或信用證内所规定「须取具领事签证货单」的条文。1949年8月在香港的宋汉章等人联名致函海外分、支机构经理，海外分、支机构自行酌情商定各行的去留，总行不再管理。1949年10月，中国银行总管理处通电海外分支机构，要求與遷往台北而受中華民國政府控制的「中國銀行總處」断绝一切關係。1949年12月，原设上海的中國銀行總管理處遷至北京，上海分行受中國人民银行华东区行领导。1950年1月7日，中国银行向海外分支机构发出函电，号召员工安心工作，保护行产。

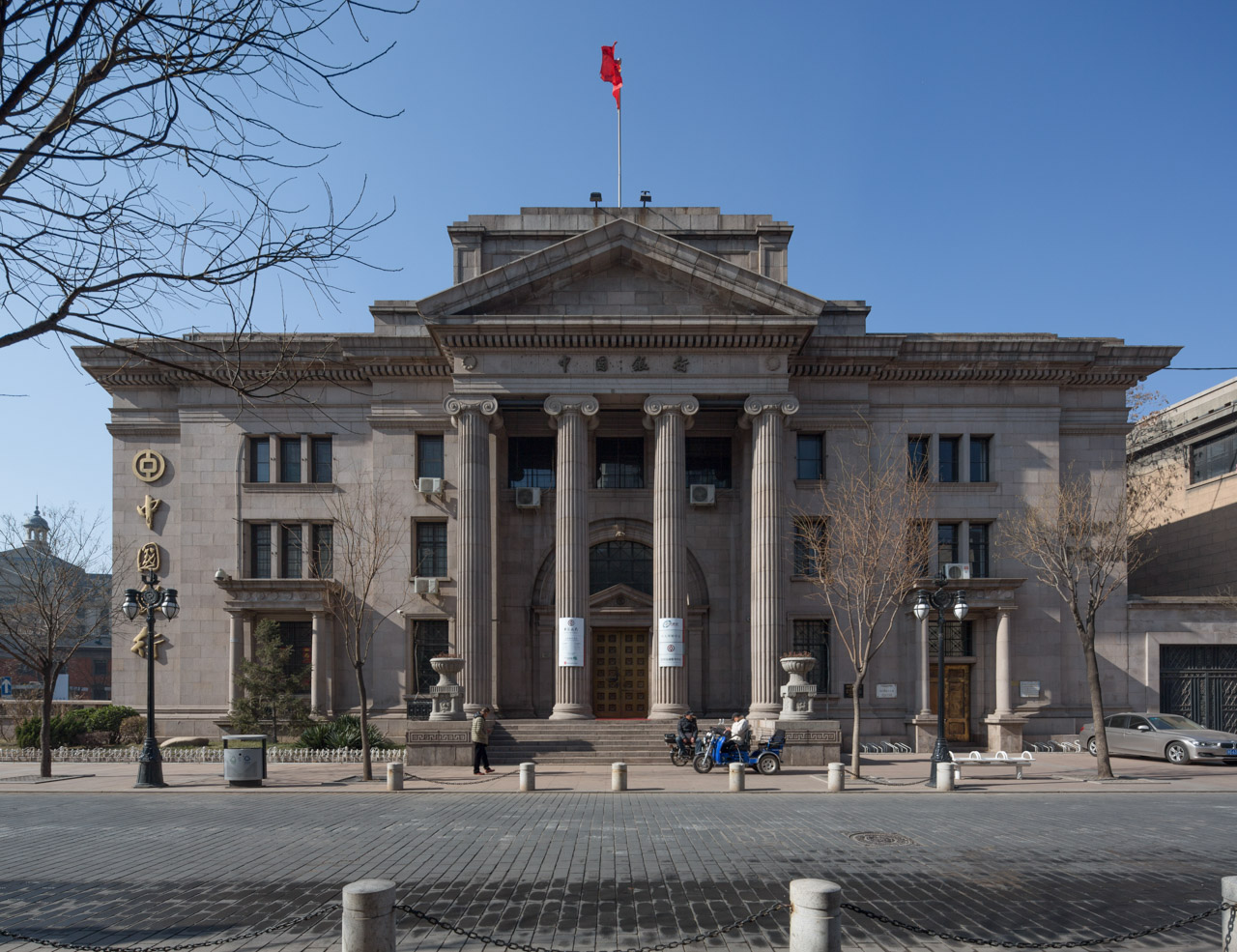
1950年代，汇丰银行天津分行被整合进中国银行

1950年1月9日外汇专家、时任香港分行行长、总经理、中国国货公司董事长的郑铁如投共，带领全体员工宣布向北京总管理处投誠。伦敦、缅甸、印度、新加坡、巴基斯坦、印度尼西亚、马来亚的中国银行分支机构也随后致电宣布起义，接受中国银行总管理处的领导，保护财产，听候接收。
1950年3月，中央人民政府命令：中国银行之股权，除商股外，国家投资占2/3，为公私合营银行。为加强人民政府对该行的领导和监督，指定南汉宸、曹菊如、马寅初、胡景沄、沙千里、章汉夫、章乃器、王绍鏊、龚饮冰、冀朝鼎、詹武、孙晓邨、郑铁如13人为官股董事；何香凝、陈嘉庚、司徒美堂、许涤新、李世璋5人为官股监事。原有之商股董监事，除戰犯外均继续留任。1950年4月9日，解放后中国银行第一届董事会在北京召开，改组了原董事会，选出南汉宸、宋汉章、马寅初、张嘉璈、章乃器、胡景沄、陈光甫为常务董事，并经政务院指定由中国人民银行行长南汉宸兼任董事长，龚饮冰为总经理，冀朝鼎为第一副总经理兼国外部经理，詹武为第二副总经理，新的领导机构组成。1950年12月16日，美国颁布《冻结中朝资产条例》，共计冻结中国各银行资产4,156万美元，中国银行损失最为惨重。
1957年8月31日，马来亚联邦宣告独立，排斥中国银行在马来亚的活动。1958年12月4日，马来亚通过银行法案修正案，强制中国银行槟榔屿、吉隆坡两经理处停止营业。1963年新加坡和马来亚合并，成立马来西亚联邦，中国银行新加坡分行出现挤提。马来西亚政府随后强制接管中国银行新加坡分行。1965年8月9日，新加坡宣布脱离马来西亚联邦，成立共和国，中国银行新加坡分行重新营业。
1960年代初开始，中行将自身吸收的外汇资金用于国家经济建设，从试办交通部买船、造船贷款开始，逐步将外汇贷款范围扩大到冶金、航空、化工等多个行业，涉及国民经济的各个领域。1971年中国恢复联合国合法席位后，中国银行代表国家参加重要的国际金融活动，成功开展恢复中国在国际货币基金组织和世界银行地位的谈判。1979年，中国银行在卢森堡设立分行。1979年1月1日中美建交，中国国务院指定由中国银行负责办理中国被美国政府冻结资产。
1983年7月，中英谈判，港币暴跌，中资银行遭到挤兑。中国银行出资拯救13家中资银行。港澳中银集团成立。
1987年中国银行加入万事达和维萨。作为国内最早加入两大信用卡国际组织的银行，承担国内收单清算的责任，同时也可以赚取更多的外汇。从这年开始，中国银行开始代理国外金融机构发行的信用卡，办理国外信用卡和外国旅行支票的代付业务，信用卡从此进入中国内地。
1989年6月5日，六四事件，港澳中资银行爆发挤提。
1994年7月18日，中国银行巴拿马分行开始营业，这也是中国在整个拉美地区开设的第一家银行，至此完成了亚、欧、非、澳、北美、南美六大洲金融服务网络的布局。
1994年起中国银行香港分行及澳門分行分別成为香港和澳门地区的钞票发行银行。中国银行（香港）集团成立于1980年代，由原以中国銀行为首的13家銀行合併而成。除中國銀行香港分行外，参与合并的银行包括兩家香港註冊的銀行（華僑商業銀行、寶生銀行），南洋商業銀行（部份分行，但已出售），八家內地成立銀行的香港分行（廣東省銀行、新華銀行、中南銀行、金城銀行、國華商業銀行、浙江興業銀行、鹽業銀行、集友銀行）。交通銀行在香港的業務曾經有一段時間也屬於中國銀行集團，但已於1998年回歸交通銀行總行管理。
1990年代中行踏入財務重組階段。98年中國銀行獲中央政府注資425億元人民幣，1999年和2000年中行以出售不良資產方式，獲注資2,674億元。
2001年5月，位于北京复兴门内大街1号的中国银行总行大厦落成，中国银行总行迁入现址。
2003年，中央匯金向中行注資1,864億元。2004年中行出售總帳面值2,720億元的不良貸款。
2004年8月，按照国务院的部署，中国银行首家试点，整体改制为股份有限公司，实现了产权多元化。
2005年8月蘇格蘭皇家銀行联合李嘉诚的私人基金和美林国际以30.48億美元入股中行9.61%，淡馬錫全資附屬公司亞洲金融控股以15.24億美元入股4.8%。同年10月，亞洲開發銀行以7,374萬美元入股0.23%。
2006年6月1日，中国银行在香港交易所上市，首次公开招股（IPO）255.69亿股，每股最後定價2.95港元，首日收市價為3.40港元。2006年7月5日，中国银行在上海證券交易所上市，每股最後定價3.08人民幣，同日成為上证综指成分股。2006年12月4日，中國銀行成為恒生指數成份股，創下最短時間成為香港藍籌股的股份公司。

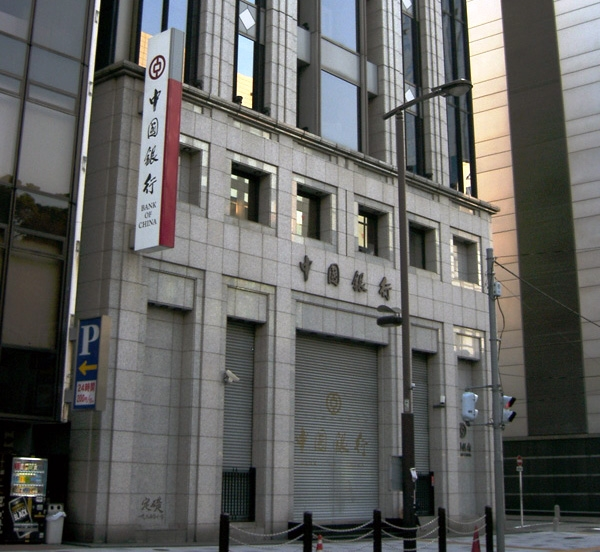
中國銀行東京分行

2010年7月2日中国银行每10股供最多1.1股比例，集資最多600億元，按基準測算，該行共計可供股數量不超過279.22億股，其中A及H股分別最多195.6億及83.62億股。截至2014年末，来自境外分支机构的存款和贷款分别占到中行总存款和贷款的19%和22%，远超同业。2015年12月18日中銀香港以680億港元出售南洋商業銀行全部已發行股份給信達金控。2021年11月30日，银保监会甘肃监管局（下称“甘肃银保监局”）发布公告，同意中国银行兰州分行（下称“中行兰州分行”）终止营业。从中行兰州分行获批成立到终止营业，不足三年时间。
中國銀行台北分行於2012年6月22日正式對外營業，成為首家在台灣設立經營性分支機構的大陸商業銀行。

## 标志及题字
现在使用的中国银行行徽启用于1986年12月，由香港著名设计师靳埭强先生设计。行徽的设计灵感来源于中国古钱币——圆形方孔钱。钱币寓意银行，“中”字形代表中国，外圆造型象征着中国银行是一家具有全球视野的国际化企业。此外，方孔是圆角的，也近似一个电脑的屏幕。代表中国银行正在推行电脑化、自动化的等现代化运营模式。
而如今“中國銀行”四字為郭沫若所题；1950年代，时任中国银行董事长的南汉宸邀请中国著名文学家、历史学家、书法家郭沫若先生题写了“中国银行”行名。
在这之前，中国银行所用题字及标志并不统一，原上海時期的“中國銀行”四字為中华民国的國父孫中山所题。今天中國銀行位於上海外灘的上海市分行總部門頭上仍然保留此題字的石刻版本，並未鑿去。但白底黑字的懸掛牌匾也更換為了郭沫若題寫的版本。而中国银行苏州分行早期门头上的“中国银行”石刻。据传为谭延闿所书。

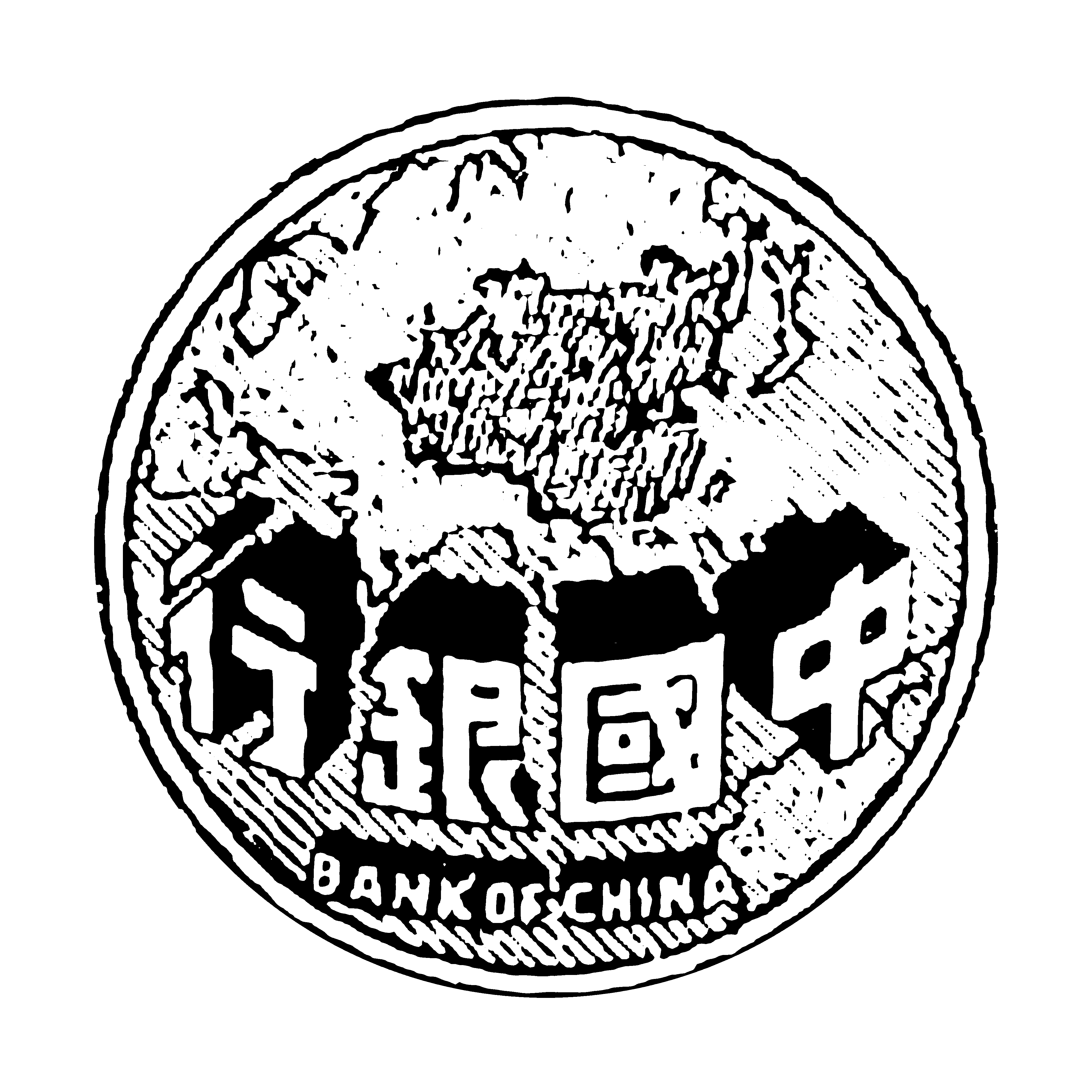
1942年重慶版中國銀行徽標

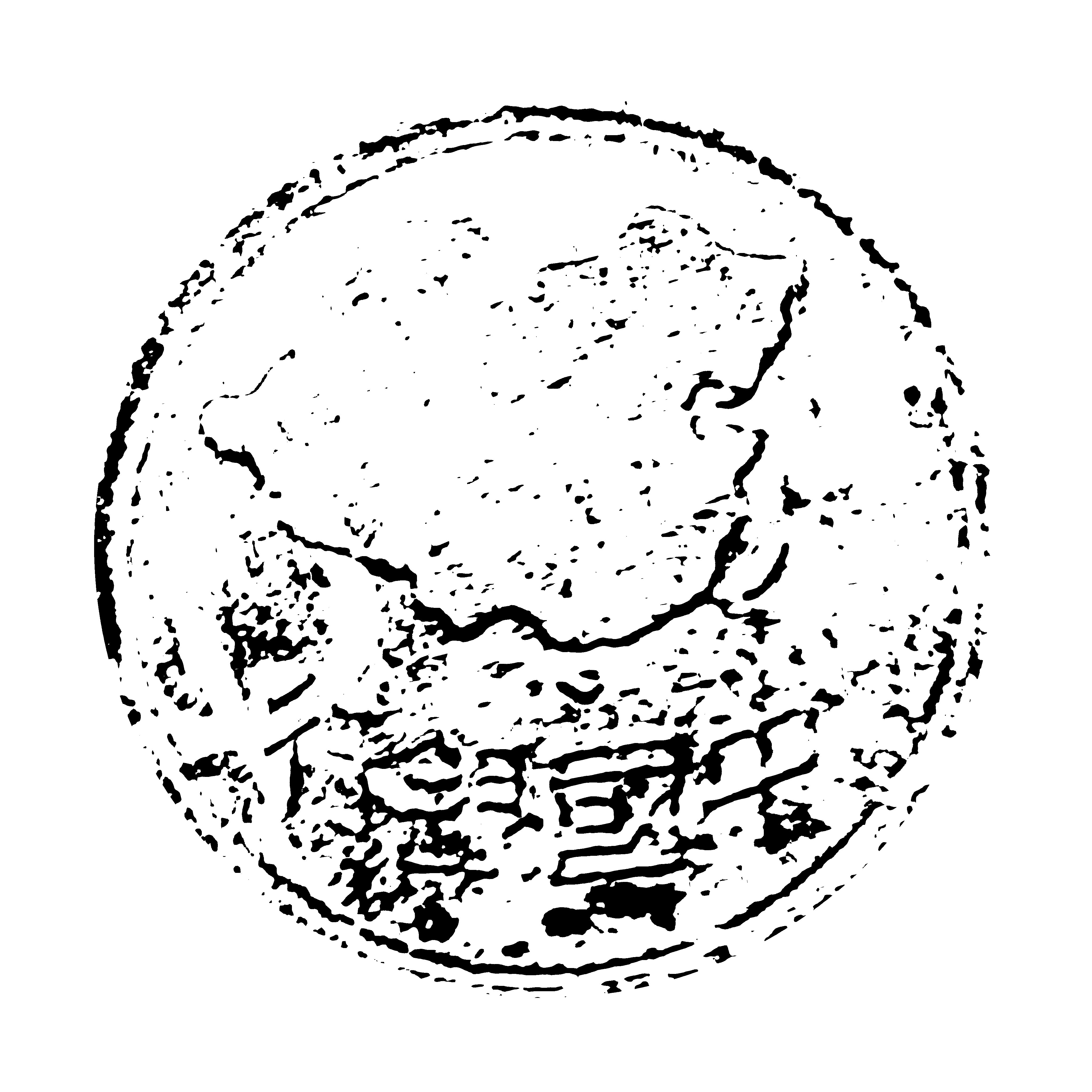
民國大陸時期浙江版中國銀行徽標

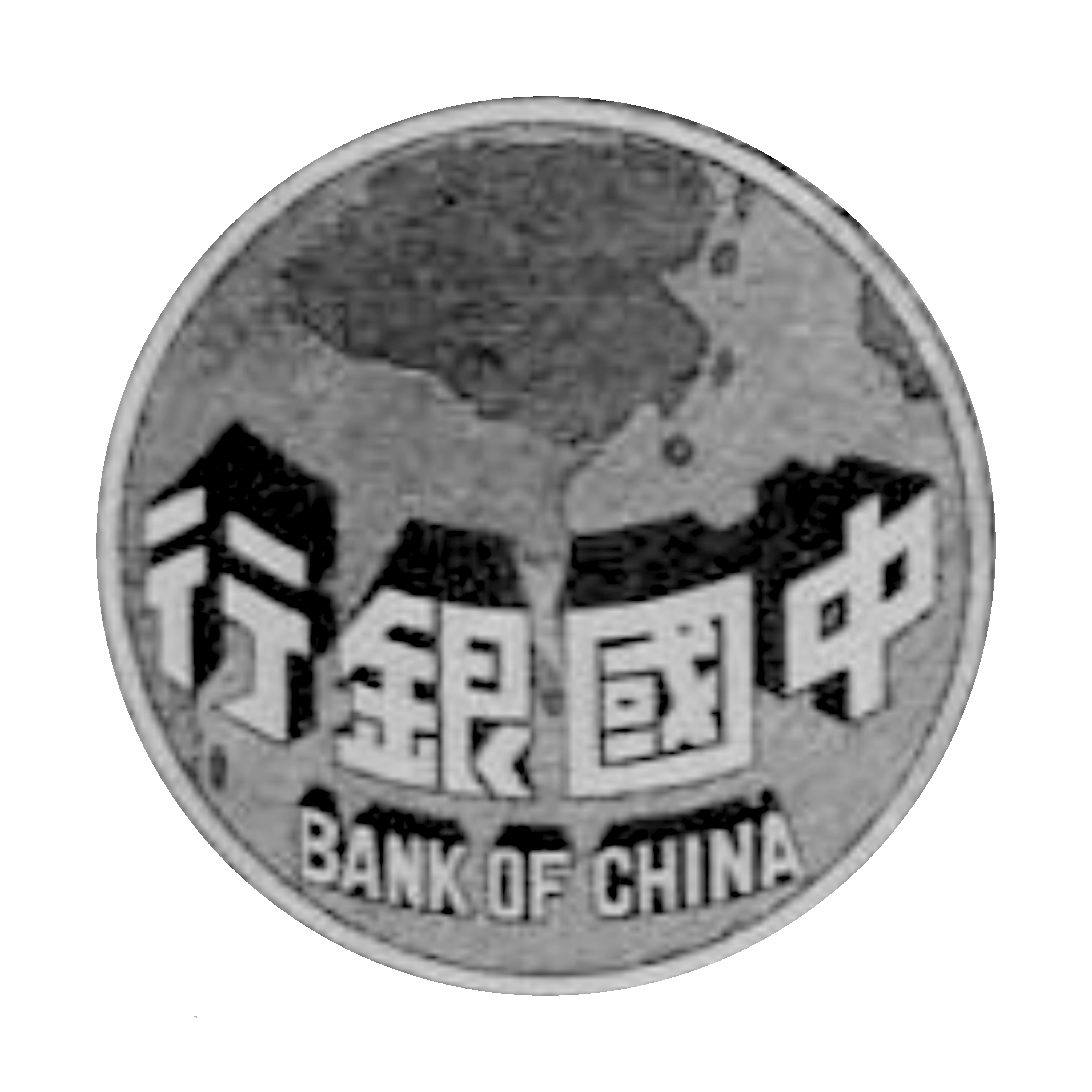
1935年廣州版中國銀行徽標

## 历任管理层

### 中国银行总裁/董事长
- 吴鼎昌（1912年2月5日-12月监督，主持行务）
- 孙多森（1912年12月-1913年6月）
- 熊希龄（1913年6月-1914年2月）
- 汤睿 （1914年2月-1914年7月）
- 萨福懋 （1914年7月-1915年4月）
- 李士伟 （1915年4月-1916年6月）
- 徐恩元（1916年6月-1917年6月）
- 孙多森（1917年6月-7月21日未到职）
- 李思浩（1917年6月-7月）
- 王克敏（1917年7月21日-1918年2月24日）
- 冯耿光（1918年2月24日-1922年6月）
- 王克敏（1922年6月-1923年10月）
- （1923年10月-1927年4月）
- 冯耿光（1927年4月-1928年11月17日）
- 李馥荪（董事长1928年11月17日-1935年4月）
- 宋子文（1935年4月-1944年2月）
- 孔祥熙（1944年2月-1948年）
- 宋汉章（1948年-1949年）
- 南汉宸（1949年-）

### 中国银行总经理/行长
- 张嘉璈（1928年11月17日-1935年4月）
- 宋子文（1935年）
- 宋汉章（1935年-1948年）
- 席德懋（1948-1949年）
- 龚饮冰（1949年5月-1973年）
- 卜明（1979年6月－1982年4月）
- 金德琴（1982年4月－1985年2月）
- 王德衍（1985年6月－1993年11月）
- 王雪冰（1993年11月－2000年2月）
- 刘明康（2000年2月－2003年3月）
- 李礼辉（2004年8月－2014年1月）
- 陈四清（2014年2月－2017年8月）
- 刘连舸（2018年6月－2019年6月）
- 王江（2019年12月－2021年1月）
- 刘金（2021年4月－2024年8月）

### 中国银行副行长
- 陈怀宇（2021年4月至2023年2月）
- 刘进（2024年4月—）

## 分支机构
截至2016年末，中国银行在中国大陆地区拥有37家一级分行、326家二级分行及10,287家分支机构，在境外29个国家和地区设有分支机构578家。

### 中国大陆分支机构

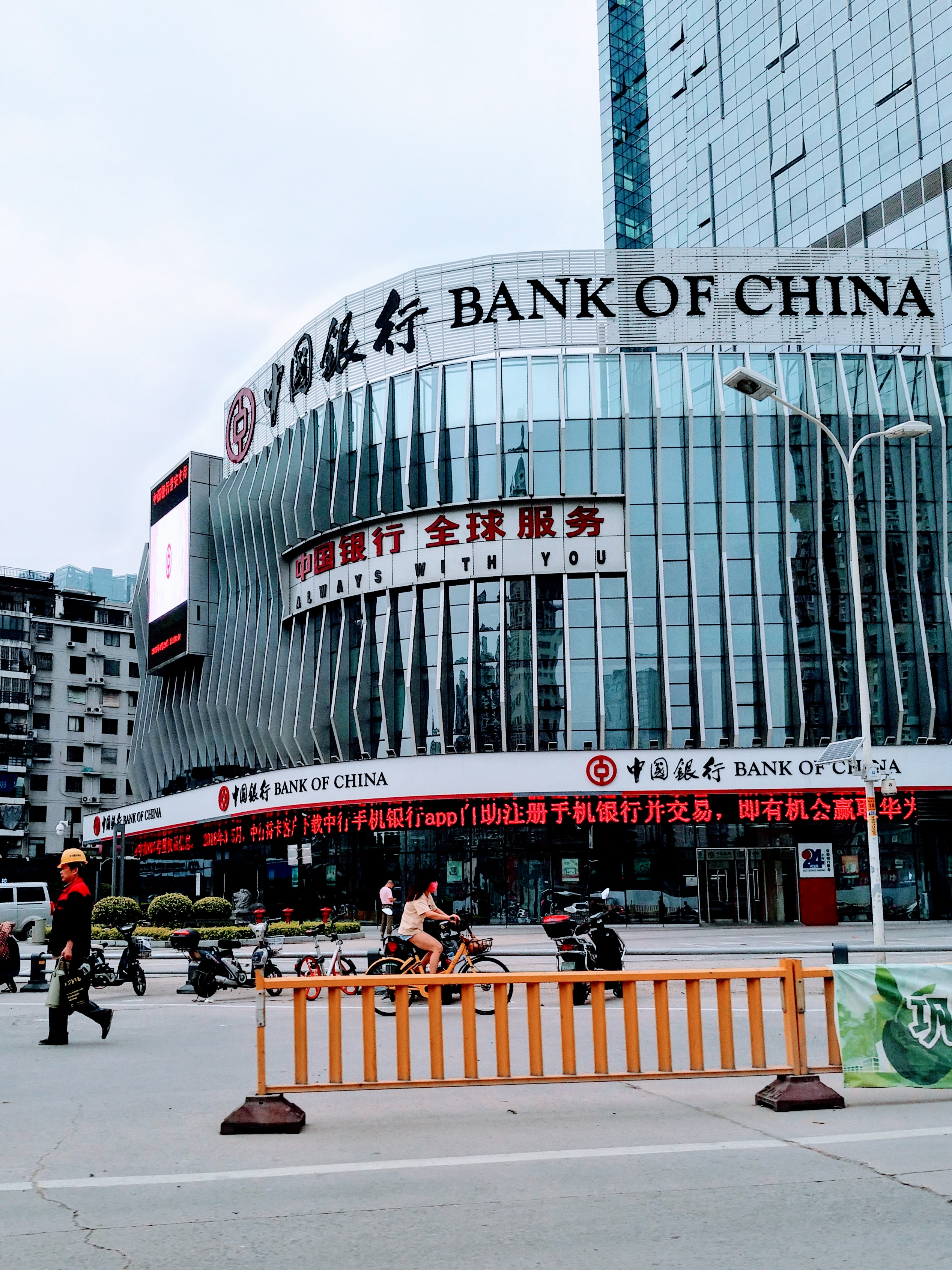
福州市中國銀行

| - 中国银行总行 - 中银国际控股有限公司 北京代表处 - 中银集团人寿保险有限公司 北京代表处 - 中银保险有限公司 - 中银国际证券股份有限公司 - 中银国际基金管理有限公司 - 中国银行股份有限公司软件中心 - 中银基金管理有限公司 | - 北京市分行 - 天津市分行 - 河北省分行 - 山西省分行 - 内蒙古自治区分行 - 辽宁省分行 - 大连市分行 - 吉林省分行 - 黑龙江省分行 | - 上海市分行 - 江苏省分行 - 苏州市分行 - 浙江省分行 - 宁波市分行 - 安徽省分行 - 福建省分行 - 厦门市分行 - 山东省分行 - 青岛市分行 | - 河南省分行 - 湖北省分行 - 湖南省分行 - 江西省分行 - 广东省分行 - 深圳市分行 - 广西壮族自治区分行 - 海南省分行 - 重庆市分行 | - 四川省分行 - 贵州省分行 - 云南省分行 - 西藏自治区分行 - 陕西省分行 - 新疆维吾尔自治区分行 - 甘肃省分行 - 青海省分行 - 宁夏回族自治区分行 |

### 境外主要分支机构
- 亚太地区
  - 中银香港（集团）有限公司

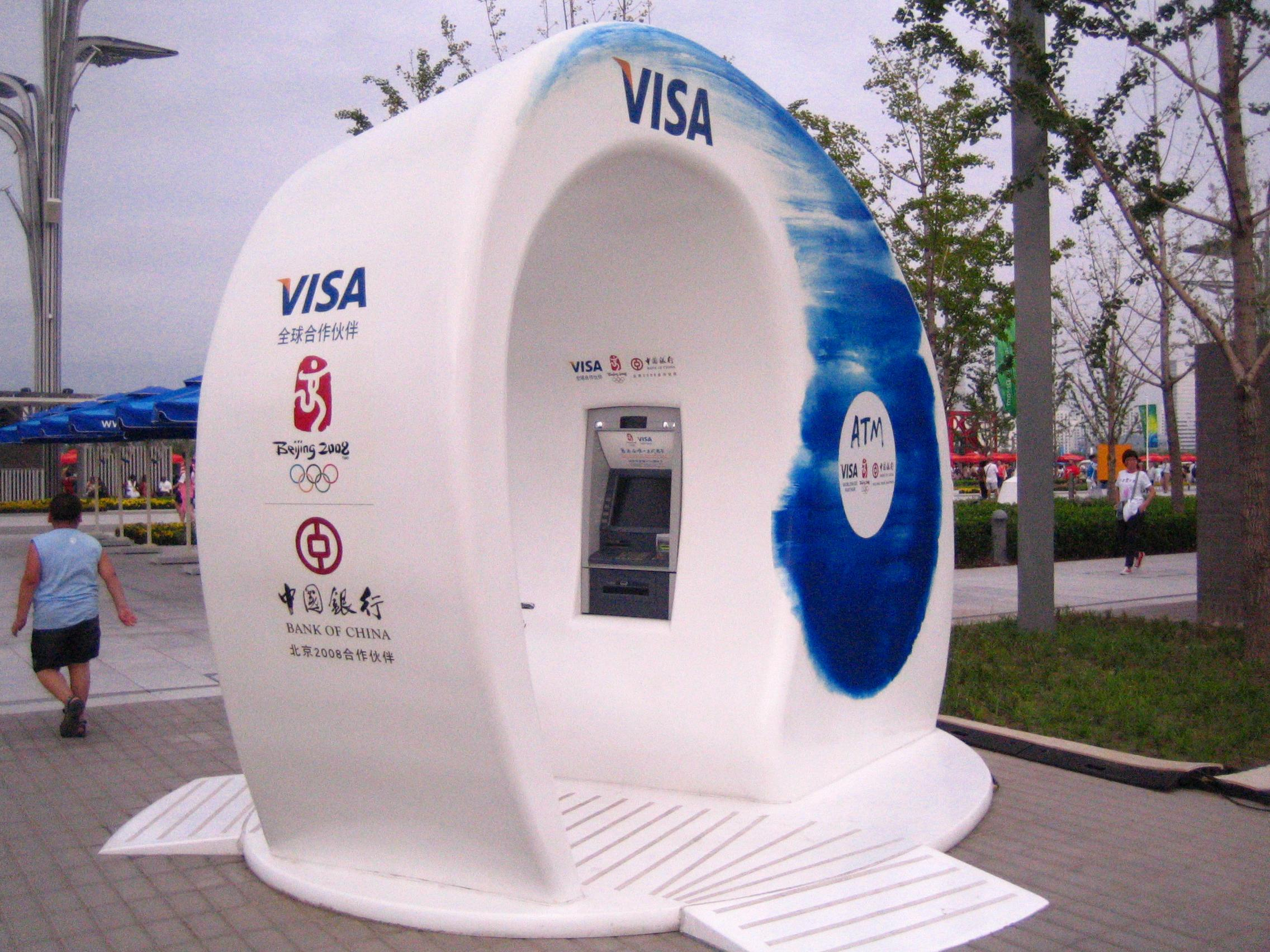
2008年北京奧運的中银提款機

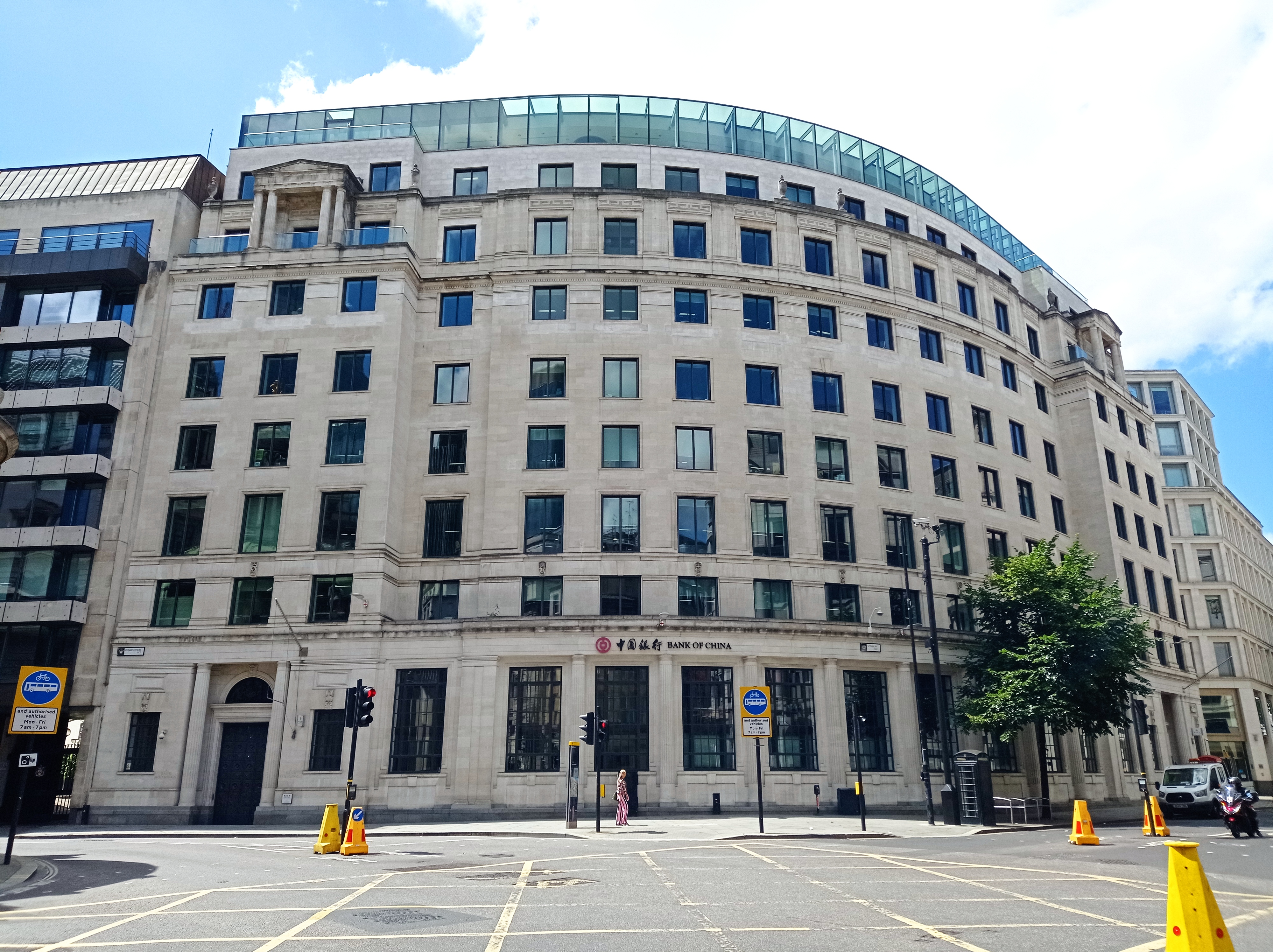
中银（英国）伦敦分行

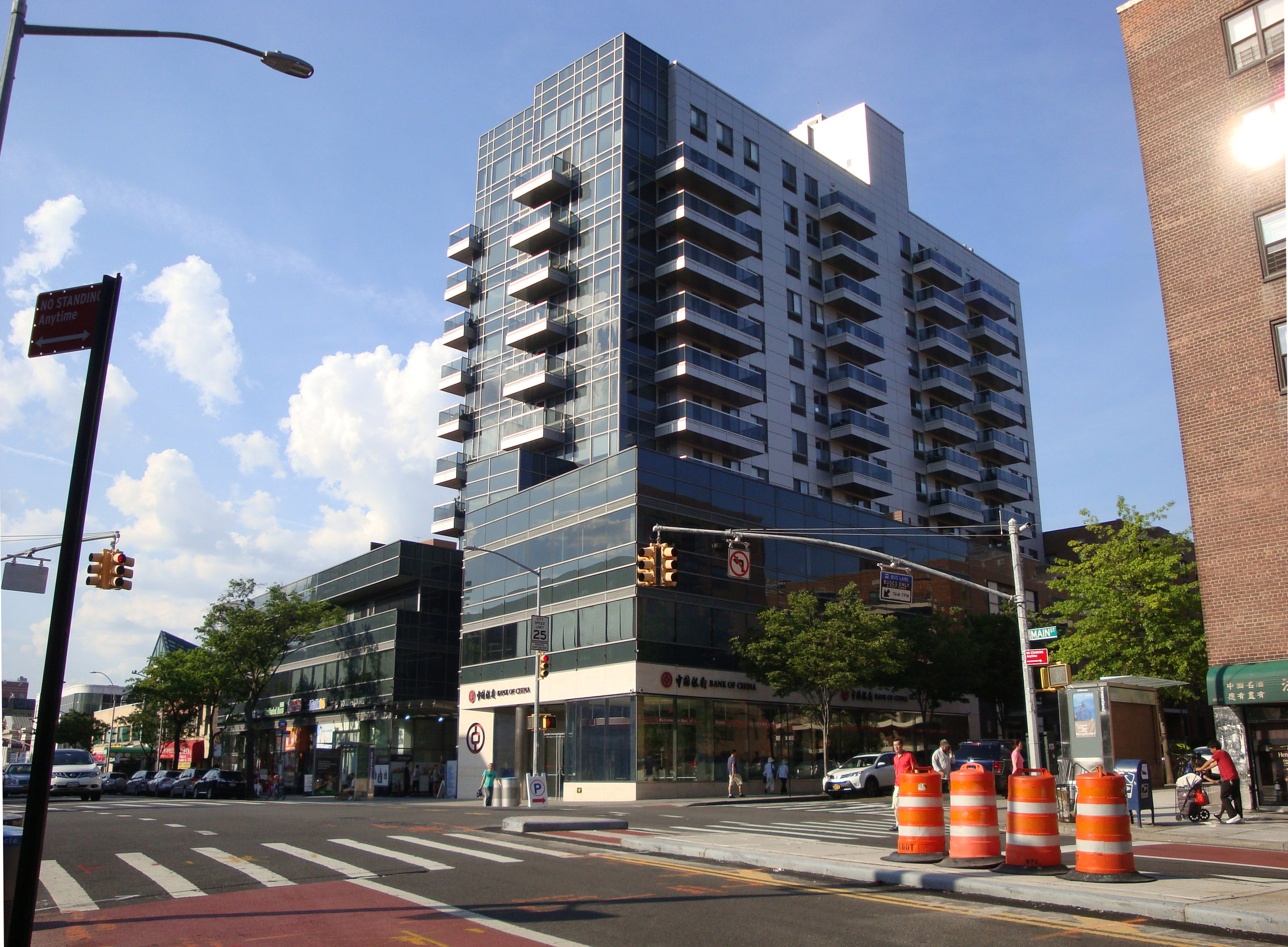
纽约法拉盛的中国银行

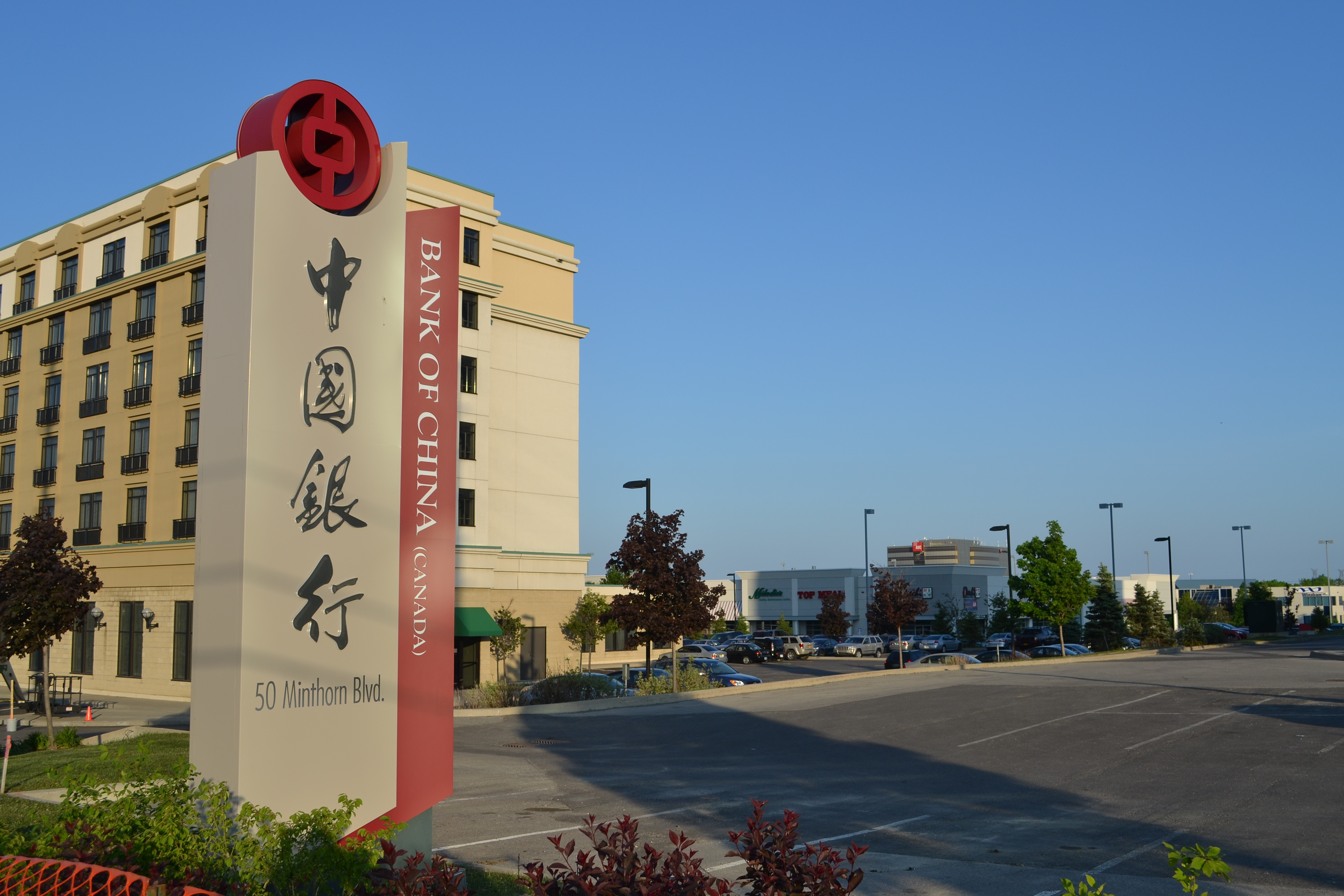
加拿大萬錦市分行

马来西亚蒲种分行

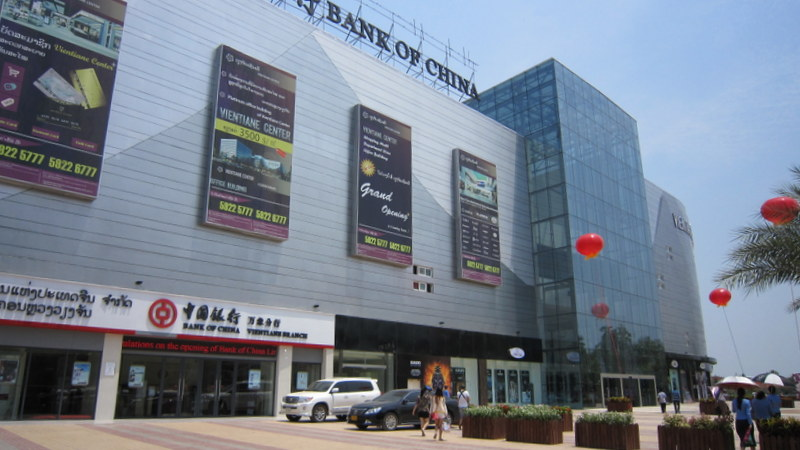
老挝万象的中国银行网点

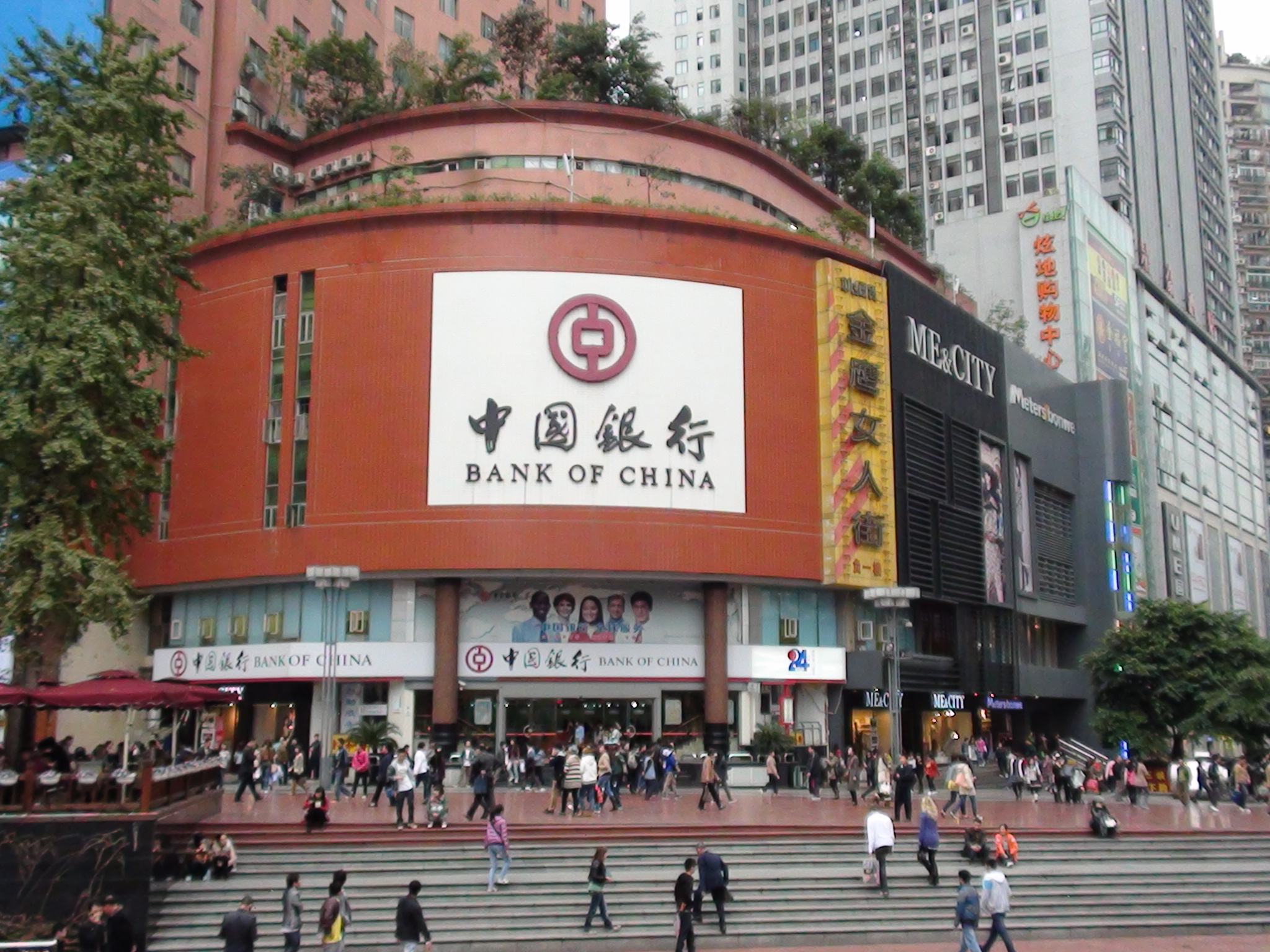
重慶分行

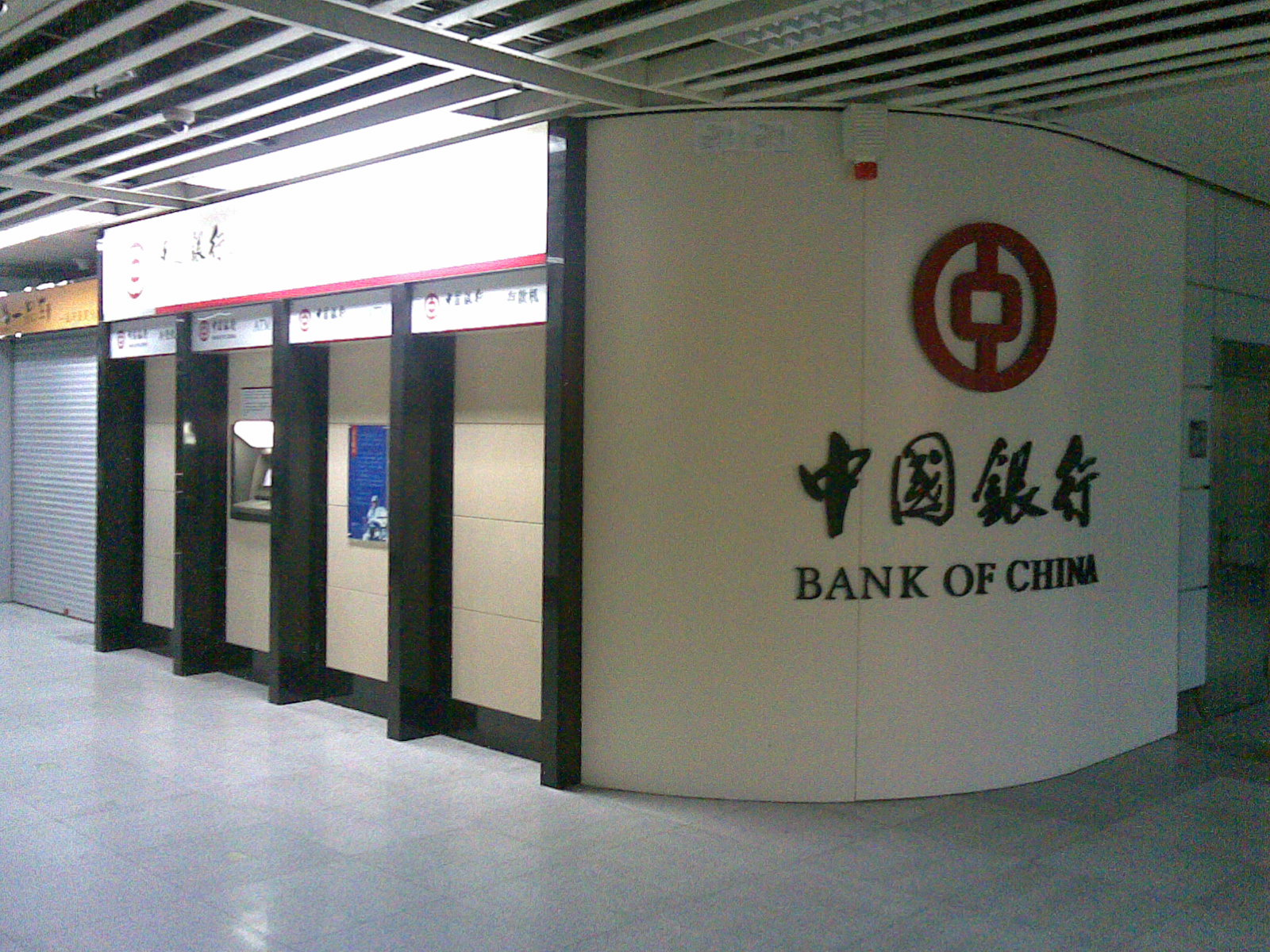
深圳地鐵站無人銀行

    - BOC Hong Kong (BVI) Limited
      - 中国银行（香港）控股有限公司（于香港联交所上市的公司）
        - 中国银行（香港）有限公司
          - 中银信用卡（国际）有限公司
          - 中国银行（泰国）股份有限公司
            - 罗勇分行

          - 胡志明市分行
          - 马来西亚中国银行
            - 吉隆坡分行
            - 麻坡分行
            - 槟城分行
            - 巴生分行
            - 新山分行
            - 蒲种分行
            - 古晋分行

          - 金边分行
          - 万象分行
          - 马尼拉分行
          - 雅加达分行
            - 棉兰分行
            - 泗水分行
            - 仰光代表处

        - 中银集团人寿保险有限公司

  - 中银国际控股有限公司
  - 中银集团投资有限公司
    - 中银航空租赁有限公司（于香港联交所上市的公司）

  - 中银集团保险有限公司
    - 中银保险有限公司（于中国内地成立）

  - 澳门分行
  - 中國銀行（澳門）股份有限公司
  - 澳门大丰银行
  - 台北分行
  - 新加坡分行
  - 东京分行
    - 横滨分行
    - 大阪分行
    - 大手町分行
    - 神户分行
    - 名古屋分行

  - 首尔分行
    - 安山分行
    - 大邱分行
    - 九老分行

  - 悉尼分行
  - 中国银行（澳大利亚）有限公司
    - 中国城分行
    - 巴拉玛打分行
    - 好事围分行
    - 车士活分行
    - 佰伍德分行
    - 墨尔本分行
    - 博士山分行
    - 墨尔本中国城分行
    - 莫纳什分行
    - 布里斯班分行
    - 珀斯分行
    - 阿德莱德分行

  - 奥克兰分行
  - 中国银行（新西兰）有限公司
  - 哈萨克中国银行
    - 亚联分行
    - 阿克纠宾分行

  - 卡拉奇分行
  - 科伦坡分行
  - 孟买分行
  - 中国银行中东（迪拜）有限公司
  - 阿布扎比分行
  - 卡塔尔金融中心分行
  - 伊斯坦布尔分行
  - 乌兰巴托代表处
  - 巴林代表处
- 欧洲地区
  - 伦敦分行
  - 中国银行（英国）有限公司
    - 伦敦中国城分行
    - 伯明翰分行
    - 曼彻斯特分行
    - 格拉斯哥分行
    - 中国银行（英国）有限公司都柏林分行

  - 中银航空租赁（爱尔兰）有限公司
  - 巴黎分行
    - 十三区分行
    - 里昂分行

  - 法兰克福分行
    - 汉堡分行
    - 杜塞尔多夫分行
    - 柏林分行
    - 慕尼黑分行
    - 斯图加特分行

  - 米兰分行
    - 罗马分行

  - 卢森堡分行
  - 中国银行（卢森堡）有限公司
    - 中国银行（卢森堡）有限公司鹿特丹分行
    - 中国银行（卢森堡）有限公司布鲁塞尔分行
    - 中国银行（卢森堡）有限公司波兰分行
    - 中国银行（卢森堡）有限公司斯德哥尔摩分行
    - 中国银行（卢森堡）有限公司里斯本分行
    - 中国银行（卢森堡）有限公司雅典分行

  - 匈牙利分行
  - 中国银行（中东欧）有限公司
    - 中国银行（中东欧）有限公司布拉格分行
    - 中国银行（中东欧）有限公司维也纳分行
    - 中国银行（中东欧）有限公司布加勒斯特分行
    - 中国银行（塞尔维亚）有限公司

  - 中国银行（俄罗斯）
    - 哈巴罗夫斯克分行
    - 滨海分行

  - 中国银行（土耳其）股份有限公司
- 美洲地区
  - 纽约分行
    - 纽约皇后分行
    - 洛杉矶分行
    - 芝加哥分行

  - 多伦多分行
  - 中国银行（加拿大）
    - 大多伦多中心分行
    - 多伦多中区分行
    - 多伦多士嘉堡分行
    - 多伦多北约克分行
    - 多伦多密西沙加分行
    - 温哥华分行
    - 温哥华烈治文分行
    - 卡尔加里分行
    - 蒙特利尔分行

  - 开曼分行
  - 巴拿马分行
  - 中国银行（巴西）有限公司
    - 里约分行

  - 智利分行
  - 中国银行（墨西哥）有限公司
  - 布宜诺斯艾利斯分行
  - 中国银行（秘鲁）有限公司
- 非洲地区
  - 中国银行（赞比亚）有限公司
  - 约翰内斯堡分行
  - 中国银行（毛里求斯）有限公司
  - 罗安达分行
  - 中国银行（吉布提）有限公司
  - 内罗毕代表处
  - 摩洛哥代表处
  - 坦桑尼亚代表处

## 相关争议

### 所涉案件
2009年9月，波蘭A2高速公路50公里工程招標，中國中鐵的子公司中國海外工程公司以4.5億美元的競價贏得承包權，不到波蘭政府預算10億美元的一半。工程由中國銀行與中國進出口銀行無條件擔保。2011年，在工程因為超出預算太多取消後，中國銀行與中國進出口銀行拒絕支付保證金給波蘭國道及高速公路總局，只有德意志銀行支付了它的保證金部分。波蘭國道及高速公路總局已在北京和鄭州的法院對銀行提起訴訟，試圖取得保證金。
2013年9月18日，美國紐約州上訴法庭裁准一群遭巴勒斯坦恐怖份子攻擊的以色列人及遺族在美國對中國銀行提起訴訟，罪名是幫助哈马斯和巴勒斯坦伊斯蘭聖戰組織洗錢。中國銀行否認幫助恐怖組織。以色列情報員沙亞是本案關鍵證人。2013年11月，以色列總理内塔尼亚胡下令阻止他出庭作證。原告表示，以色列政府原先表示會協助訴訟，後來在中國的壓力下改變立場。
2014年7月9日，据中国中央电视台报道，中国银行涉嫌造假洗钱案。而这一洗钱案涉及到的金融产品则是“优汇通”（个人跨境人民币业务），根据中国外汇管理规定，每人每年最多只能购汇等值五万美元。随后，中行发布声明表示报道与事实有出入。“优汇通”业务有严格的业务操作流程，对资金用途证明材料和资金来源证明材料有统一和明确的办理标准，业务办法和操作流程均已事先报备。办理时对业务材料进行了逐笔审核，且每笔业务均输入监管业务系统，较好防范了业务风险。报道中提及的“地下钱庄”和“洗黑钱”情况与事实不符。
2015年6月，意大利检方考虑控告中国银行米兰分行涉嫌帮助当地华人洗钱。据悉从2008年意大利警方就开始名为“现金河”（River of Money）的调查项目，针对在意大利托斯卡纳地区影响力越来越大的华人犯罪团伙。2017年2月17日，中行与意大利当局达成庭外和解，中行支付60万欧元（约437万元人民币）罚金。此外，中行米兰分行四名职员因违反反洗钱规定被法院判处两年缓刑。

### 银行员工涉诈骗案
2015年5月8日，中行杭州延安路支行遭到大批储户围攻，据报道自2010年起，原中国银行员工陆某伙同李某等人，以“可通过其办理高息存款”为由，诱使客户将资金和身份资料交于其办理，并伪造银行承诺函，吸收储户资金。

### 原油宝事件
2020年4月20日，西得克萨斯中间基原油收报-37.63美元/桶，中国银行原油宝产品参考该价格结算或移仓，此举引发投资者哗然。多個投資者表示不满，认为中行原油寶未能夠主動根據合約交割時間20日晚上10時，轉倉至6月，因此產生巨額虧損。
4月21日，中国银行发布公告称，将在当天暫停交易一天，并向WTI确认当天结算价格。
4月22日发布公告称，將5月合約結算價格定格在-37.63美元，或-266.12元人民幣，意味投資者在收市價-37.63美元被平倉，因此產生巨額虧損。原油宝自4月22日起暂停新开仓交易。
4月23日凌晨，中行陆续将投资者“原油宝”账户中的保证金直接划走，正式执行-37.63美元/桶这一闻所未闻的结算价。部分投资有英国原油产品的投资者，账户中未出现穿仓的英国原油合约也被强制平仓，用于支付北美原油合约负价格形成的欠款。投資者怒斥中行原油寶設計或存重大缺陷，致使其產生巨額虧損，欲發起集體訴訟。中国银行表示，“主要参与者仍将根据交易所规则参考该结算价进行结算。我们已依据事先约定完成5月合约的到期处理”。
4月26日，中国国家信访局答复投资人称，已将反馈事项转交中国银行保险监督管理委员会。
5月4日，国务院金融稳定发展委员会认定，中行应自行承担穿仓损失。出于投资者适当性的基本原则，将在后续处置中对大小户区别对待。
5月5日，中国银行提出和解协议，原油宝投资人的负价亏损部分由中行承担，中行将返还以负价结算后从投资人保证金账户中扣除的资金，投资人可能可以拿回20%的保证金。
5月6日，界面新闻报道指，根据一名投资者的起诉，河南夏邑县法院就原油宝事件立案，此前该起诉因诉状不规范被数次驳回；原告请求法院判定2020年4月20日至4月22日购买的05美国原油合约无效，结算前后的损失不仅均由中行承担，加上中行未转期06美国原油的未开仓损失也由中行承担。同日，北京威诺律所亦公开一份部分投资者致中行的公开信，信中原告表示拒绝接受中行提出的和解协议，律师并指原告期望的赔偿比例在60%至80%之间。
5月9日，最高人民法院发布通知《最高人民法院关于妥善处理涉中国银行“原油宝”事件民事诉讼的有关问题的通知》，通知要求，因中国银行已形成和解补偿方案，人民法院暂不立案；坚持提交材料的，法院接收后转交当地中国银行分支机构。对已受理案件，暂缓审理，引导当事人与中国银行和解解决纠纷。
5月12日，《中国基金报》报道，北京德和衡（上海）律师事务所、北京威诺律师事务所和盈科律师事务所3家律所宣布停止代理原油宝客户诉讼中国银行的相关案件。盈科律师事务所称，停止代理的原因是该所与中国银行和其下属分支机构有常年客户关系，而受到压力。
5月19日，中国银保监会负责人表示，银保监会持续高度关注原油宝事件，要求中国银行与客户平等协商，依法依规解决问题。据中国银行披露，该行与客户和解签约率已经超过80%，并正在全面梳理审视产品设计、业务策略和风险管控等环节和流程。
7月，《最高人民法院关于妥善处理涉中国银行“原油宝”事件民事诉讼的有关问题的通知》被流出。至月底，迫于压力，多省市纷纷发布通知集中管辖。
12月5日，中国银行保险监督管理委员会公佈處罰結果，中国银行被罰款5,050万元，該公司4名员工合计被罚190万元，並暂停中国银行相关业务、相关分支机构准入事项。

## 十大股东
根据中行年报显示，截至2018年3月31号，其前十名股东持股情况为：
单位：股
| 序号 | 股东名称                                               | 期末持股数量    | 持股比例 | 股东性质       | 股份种类 |
| ---- | ------------------------------------------------------ | --------------- | -------- | -------------- | -------- |
| 1    | 中央汇金投资有限责任公司                               | 188,461,533,607 | 64.02%   | 国家           | A股      |
| 2    | 香港中央结算（代理人）有限公司                         | 81,932,003,260  | 27.83%   | 境外法人       | H股      |
| 3    | 中国证券金融股份有限公司                               | 8,153,755,624   | 2.77%    | 国家           | A股      |
| 4    | 中央汇金资产管理有限责任公司                           | 1,810,024,500   | 0.61%    | 国家           | A股      |
| 5    | 梧桐树投资平台有限责任公司                             | 1,060,059,360   | 0.36%    | 国家           | A股      |
| 6    | MUFG Bank, Ltd                                         | 520,357,200     | 0.18%    | 境外法人       | H股      |
| 7    | 香港中央结算有限公司                                   | 442,555,617     | 0.15%    | 境外法人       | A股      |
| 8    | 香港中央结算有限公司                                   | 313,708,551     | 0.11%    | 境外非国有法人 | A股      |
| 9    | 安邦财产保险股份有限公司 - 传统产品                    | 208,018,959     | 0.07%    | 其他           | A股      |
| 10   | 中国人寿保险股份有限公司 -分红-个人分红-005L- FH002 沪 | 204,116,420     | 0.07%    | 其他           | A股      |

## 其他
- 中国银行行标中的行名四字由南汉宸邀请郭沫若书写，但是在上海外滩中国银行大楼仍然保留着孙中山的题词。
- 中国银行现在使用的标志及企业识别系统（CI）由香港设计师靳埭强于1980年代领导设计。
- 香港的中银大厦及北京总部由美籍华裔建筑师贝聿铭设计，贝聿铭的的父亲贝祖贻是中国银行创始人之一。

## 参見
- 中銀香港（控股）有限公司
- 中國銀行（香港）有限公司
- 中銀國際控股有限公司
- 上海中国银行大楼 (外滩)

## 外部連結
- 中国银行（页面存档备份，存于）（简体中文）（繁體中文）（英文）
- 中銀香港（页面存档备份，存于）（简体中文）（繁體中文）（英文）